# Frederickus
Genre
Frederickus est un genre d'araignées aranéomorphes de la famille des Linyphiidae.

## Distribution
Les espèces de ce genre se rencontrent aux États-Unis et au Canada.

## Liste des espèces
Selon World Spider Catalog (version 16.5, 21/09/2015) :
- Frederickus coylei Paquin, Duperre, Buckle & Crawford, 2008
- Frederickus wilburi (Levi & Levi, 1955)

## Publication originale
- Paquin, Dupérré, Buckle & Crawford, 2008 : A new spider genus from North America: Frederickus (Araneae: Linyphiidae). Animal Biology, vol. 58, p. 91-112.